# Mariusz Lewandowski
Mariusz Lewandowski, poljski nogometaš in trener, * 18. maj 1979, Legnica, Poljska.
Lewandowski je nekdanji nogometni vezist, ki je igral tudi za poljsko nogometno reprezentanco.